# كارل فون هورن (عسكري)
كارل فون هورن (بالسويدية: Carl von Horn)‏ هو عسكري سويدي، ولد في 15 يوليو 1903 في Vittskövle ‏ في السويد، وتوفي في 1989.

## وصلات خارجية
- كارل فون هورن على موقع مونزينجر (الألمانية)
- كارل فون هورن على موقع قاعدة بيانات الأفلام السويدية (السويدية)